# Vriesea schunkii
Vriesea schunkii là một loài thuộc chi Vriesea. Đây là loài đặc hữu của Brasil.